# 昆明冶金高等专科学校
昆明冶金高等专科学校是位於中华人民共和国雲南省昆明市的一所经中华人民共和国教育部批准的公立普通全日制高等职业院校。該學校成立于1952年。学院占地面积317755.14平方米。学院校园由主体、西部和北部三部分组成。